# 韦拉西奥·德保利斯
韦拉西奥·德保利斯（義大利語：Velasio de Paolis，1935年9月19日—2017年9月9日），天主教会枢机，意大利人，圣座经济事务局荣休局长。
德保利斯出生于意大利松尼诺，于1961年3月18日晋铎，2004年2月21日晋牧。2008年4月21日起担任圣座经济事务局局长。2010年11月20日被教宗本笃十六世册封为枢机。2011年9月21日退休。
2017年9月9日，德保利斯在過完82歲生日後10天過世。

## 牧徽

韦拉西奥·德保利斯枢机牧徽